# 忠実な羊飼い (シェドヴィル)

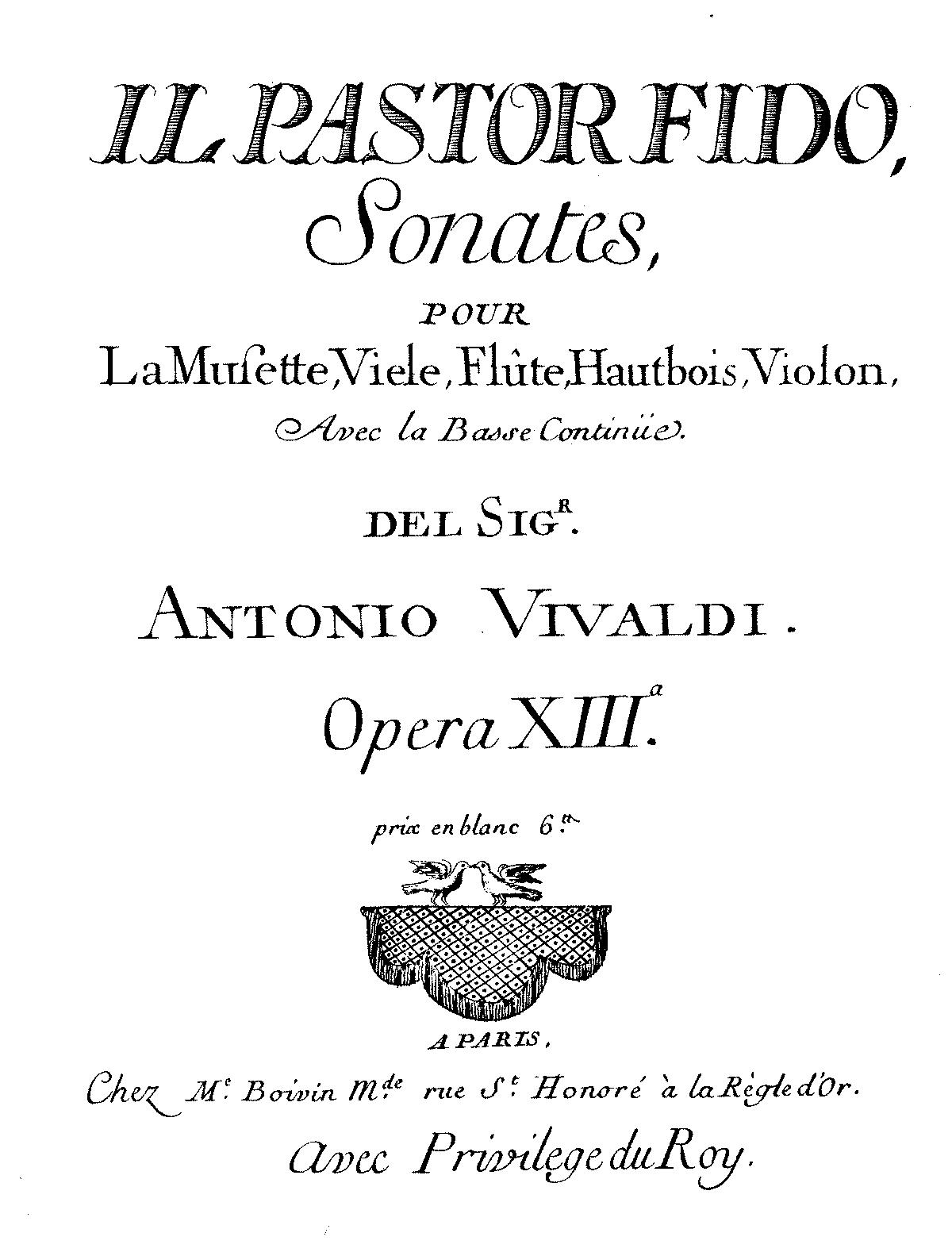
忠実な羊飼い、1737年の初版の表紙

忠実な羊飼い 「作品13」（Il pastor fido, 'Op.13'）は、ニコラ・シェドヴィル作曲による6曲のソナタ集。1737年にフランス・パリの出版社からアントニオ・ヴィヴァルディの作品13として出版された。永くヴィヴァルディの真作とされてきたが、20世紀後半になってからシェドヴィル作と判明した。

## 来歴
この曲集は1737年に、フランス、パリの楽譜出版社マダム・ボワヴァンから出版され、初版の表紙には「忠実な羊飼い、ミュゼット、ヴィェル（ハーディ・ガーディ）、フルート（フラウト・トラヴェルソとリコーダーの両方を含む）、オーボエ、ヴァイオリンと通奏低音のためのソナタ、アントニオ・ヴィヴァルディ師の作品13…」 ( IL PASTOR FIDO, | Sonates, | POUR | La Musette, Viele, Flûte, Hautbois, Violon, | Avec la Basse Continüe. | DEL SIG.R | ANTONIO VIVALDI. | Opera XIII...  ) と記されている。
巻末の出版許可状の抜粋には、シェドヴィルの親戚で有名な音楽教師だったジャン＝ノエル・マルシャン（1700－1756、同名の異母兄弟の弟）の名が出版責任者として記されており、さらにヴィヴァルディの作品13及び作品14、アルビノーニの作品10、ヴァレンティーニの作品10を発行する意図があることがマルシャンのイニシャルJ.N.M.M.M（音楽師範ジャン・ノエル・マルシャン [Jean-Noël Marchand, Maître de musique] の略）とともに述べられている。この特許状はマルシャンが1737年3月21日に取得したもので、シェドヴィルは特許状を得るためにマルシャンに名義借りを行っていたことになる。マルシャンとシェドヴィルは、特許状に述べた作品のうち、ヴィヴァルディの「作品13」と、ヴァレンティーニの「作品10」のみを出版している。
使用楽器が多く示されているのは、楽譜の販売促進のためにシェドヴィルと同時代の作曲家や出版社がよく用いた手段であり、先頭にミュゼットが置かれているのは、シェドヴィルがヴィヴァルディの名を用いてこの楽器の普及をもくろんだことが理由と考えられている。

## 真の作者
『忠実な羊飼い』は1950年代後半にレコード録音がされるようになって曲への注目が高まると、偽作の可能性も言及されるようになってきた。それにより、ミュゼット奏者として当時有名だったシェドヴィルの作品の可能性も取り沙汰されたが、決定的な証拠は発見されなかった。1970年代半ばになり、初めて公にこの曲集の真贋問題に言及したのは、リオム番号の生みの親であるデンマークの音楽学者ペーター・リオムだった。リオムはアルビノーニの作品10のヴァイオリン協奏曲集が、すでに1736年にはアムステルダムのミシェル＝シャルル・ル・セーヌから出版されており、ヴィヴァルディほか三人の作曲家が、すぐれた販売成績を残しているアムステルダムの出版社ではなく、パリの出版社から初版を発行すると述べている上述の特許状の内容が不自然であることに言及し、真の作曲者はマルシャンではないかと推測した。
その後1989年に、フランスの研究者のフィリップ・レスカ (Philippe Lescat 1955-2002) が、フランス国立公文書館から、1749年9月17日付けの公証人の手によるマルシャンの供述書を発見した。供述書には「事実を申し上げれば、『忠実な羊飼い』と題されたヴィヴァルディの作品の本当の作者はシェドヴィル氏です。マルシャン氏は、1737年の特許状を得るため、また当該作品の製版を行うために名義を貸したにすぎません。……このためにシェドヴィル氏は必要な金銭の支払いを行いました。」とあり、真の作者がシェドヴィルであることが判明した。1990年にレスカがこの供述書を発表したことにより、真贋の問題に最終的な決着がついた。

## 作品内容
表題の「忠実な羊飼い」は、当時人気の高かったジョヴァンニ・バッティスタ・グァリーニの田園劇からとられたものである。曲集は6曲のソナタで、第1番を除く5曲すべてにヴィヴァルディの曲及び、当時ヴィヴァルディの物と見做された曲が組み込まれている。

## 曲目
- ソナタ第1番 ハ長調 (RV 54=Anh.95/1)

　⑴モデラート、⑵アレグロ:デンポ・ディ・ガヴォッタ、⑶アリア（アフェトゥオーゾ）、⑷アレグロ、⑸ジーグ（アレグロ）
　他の曲からの借用の見られないシェドヴィルのオリジナル曲。
- ソナタ第2番 ハ長調 (RV 56=Anh.95/3)

　⑴プレリュード（アダージョ）、⑵アレグロ・アッサイ、⑶サラバンド（アダージョ）、⑷アレグロ
　第2楽章はヴィヴァルディの作品4『ラ・ストラヴァガンツァ』の第7番（RV 185）から借用されている。この曲の主題は、もともとはヴィヴァルディの最初のオペラ『離宮のオットーネ（RV 714）』のシンフォニアのフィナーレ部分で、ヴィヴァルディはこの主題を他にも作品7『12の協奏曲』の第2番（RV 188）とオーボエ協奏曲（RV 447）の第3楽章の主題にも転用している。
- ソナタ第3番 ト長調 (RV 57=Anh.95/4)

　⑴プレリュード（ラルゴ）、⑵アレグロ・マ・ノン・プレスト、⑶サラバンド、⑷クーラント、⑸ジーグ
第2楽章の主題はヴィヴァルディの作品6『6つのヴァイオリン協奏曲』の2番の第1楽章からの借用。
- ソナタ第4番 イ長調 (RV 59=Anh.95/6)

　⑴プレリュード（ラルゴ）、⑵アレグロ・マ・ノン・プレスト、⑶パストラーレ・アド・リビドゥム、⑷アレグロ
第3楽章は「アド・リビトゥム」 (ad libitum) （「任意に」または「即興（アドリブ）」の意味）の記述があり、チェロ声部が伴奏から離れて自由な旋律を奏でる。また、ミュゼットで演奏する際はハ長調で演奏するよう指示がある。
第2楽章は、1717年頃にアムステルダムの出版社エティエンヌ・ロジェがヴィヴァルディ名義で出版したドイツの作曲家、ヨーゼフ・メック (Joseph Meck 1960－1758) 作曲のヴァイオリン協奏曲（RV 338=Anh.65）の第1楽章の冒頭部からの借用で、第4楽章はヴィヴァルディ・スタイルの曲でイギリスでの人気が高かったボローニャ出身の作曲家ジュゼッペ・マッテオ・アルベルティのヴァイオリン協奏曲の第1楽章からの借用。
- ソナタ第5番 ハ長調 (RV 55=Anh.95/2)

　⑴ウン・ポコ・ヴィヴァーチェ、⑵アレグロ・マ・ノン・プレスト、⑶ウン・ポコ・ヴィヴァーチェ、⑷ジーグ（アレグロ）、⑸アダージョ、⑹メヌエットI＆II
第2楽章は前述のヨーゼフ・メックのヴァイオリン協奏曲の第3楽章からの借用。
- ソナタ第6番 ト短調 (RV 58=Anh.95/5)

　⑴ヴィヴァーチェ、⑵フーガ・ダ・カペラ、⑶ラルゴ、⑷アレグロ・マ・ノン・プレスト
第4楽章はヴィヴァルディの作品4の第6番（RV 316a）の第3楽章を編曲したもの。